# ガングリオン
ガングリオン（英: ganglion cyst）、結節腫（けっせつしゅ）は、手足などの関節にできる腫瘤。欧米ではしばしば聖書ダコ（せいしょダコ、英: Bible bump）と呼ばれる。

## 概要
関節近くにある膜や粘液嚢胞にゼリー状の液体がたまる弾力性の腫瘤で、超音波検査上は低エコーの病変である。液体は穿刺吸引が可能である。内容物が線維化すると硬結と触知され、やや高エコーとなり穿刺吸引できなくなる。無症状だが、神経や腱を圧迫すると痛みを生じる。メルクマニュアル家庭版は女性に好発としているが、発症要因は不明である。俗に「軟骨が出た」との誤解もみられる。

## 治療法
自然消失もみられるが、痛みがある場合は内包物を吸引や切開術などで除去する。処置後の再発もみられる。

## その他
- 長州力率いるジャパンプロレスが全日本プロレスから撤退する際、長州の長期欠場（1987年2月20日、エキサイト・シリーズ開幕戦当日）の理由が「右手首ガングリオンの手術」とされた。